# KCNC1
KCNC1 (англ. Potassium voltage-gated channel subfamily C member 1) – білок, який кодується однойменним геном, розташованим у людей на короткому плечі 11-ї хромосоми. Довжина поліпептидного ланцюга білка становить 511 амінокислот, а молекулярна маса — 57 942.
| 10         |  | 20         |  | 30         |  | 40         |  | 50         |
| ---------- |  | ---------- |  | ---------- |  | ---------- |  | ---------- |
| MGQGDESERI |  | VINVGGTRHQ |  | TYRSTLRTLP |  | GTRLAWLAEP |  | DAHSHFDYDP |
| RADEFFFDRH |  | PGVFAHILNY |  | YRTGKLHCPA |  | DVCGPLYEEE |  | LAFWGIDETD |
| VEPCCWMTYR |  | QHRDAEEALD |  | SFGGAPLDNS |  | ADDADADGPG |  | DSGDGEDELE |
| MTKRLALSDS |  | PDGRPGGFWR |  | RWQPRIWALF |  | EDPYSSRYAR |  | YVAFASLFFI |
| LVSITTFCLE |  | THERFNPIVN |  | KTEIENVRNG |  | TQVRYYREAE |  | TEAFLTYIEG |
| VCVVWFTFEF |  | LMRVIFCPNK |  | VEFIKNSLNI |  | IDFVAILPFY |  | LEVGLSGLSS |
| KAAKDVLGFL |  | RVVRFVRILR |  | IFKLTRHFVG |  | LRVLGHTLRA |  | STNEFLLLII |
| FLALGVLIFA |  | TMIYYAERIG |  | AQPNDPSASE |  | HTHFKNIPIG |  | FWWAVVTMTT |
| LGYGDMYPQT |  | WSGMLVGALC |  | ALAGVLTIAM |  | PVPVIVNNFG |  | MYYSLAMAKQ |
| KLPKKKKKHI |  | PRPPQLGSPN |  | YCKSVVNSPH |  | HSTQSDTCPL |  | AQEEILEINR |
| AGRKPLRGMS |  | I          |  |            |  |            |  |            |

A: Аланін

C: Цистеїн

D: Аспарагінова кислота

E: Глутамінова кислота

F: Фенілаланін

G: Гліцин

H: Гістидин

I: Ізолейцин

K: Лізин

L: Лейцин

M: Метіонін

N: Аспарагін

P: Пролін

Q: Глутамін

R: Аргінін

S: Серин

T: Треонін

V: Валін

W: Триптофан

Кодований геном білок за функціями належить до іонних каналів, потенціалзалежних каналів, фосфопротеїнів. 
Задіяний у таких біологічних процесах, як транспорт іонів, транспорт, транспорт калію, альтернативний сплайсинг. 
Білок має сайт для зв'язування з калію. 
Локалізований у клітинній мембрані, мембрані.